# 알렉산드르 포타쇼프
알렉산드르 아나톨리예비치 포타쇼프(벨라루스어: Аляксандар Анатолевіч Паташоў 알략산드르 아나톨레비치 파타쇼우, 러시아어: Алекса́ндр Анато́льевич Поташёв, 1962년 3월 12일 ~ )는 벨라루스의 은퇴한 육상 선수로 주 종목은 경보이다. 소련 국가대표로 활동했고, 소련 붕괴 후에는 자신이 태어난 신생 독립국인 벨라루스 국가대표로 활동했다.
비쳅스크에서 태어난 그는 1991년 세계 육상 선수권 대회에서 50km 경보 종목 금메달을 획득하였다. 포타쇼프와 그의 팀 동료 안드레이 페를로프는 동시에 결승선을 통과하려고 시도했지만, 당국은 포타쇼프를 0.01초로 우승자로 인정했다.
포타쇼프는 1988년 하계 올림픽에서 4위를 하고, 4년 후 1992년 하계 올림픽에서는 실격되었다.